# Diócesis de Brejo
La diócesis de Brejo (en latín: Dioecesis Breiensis y en portugués: Diocese de Brejo) es una circunscripción eclesiástica de la Iglesia católica en Brasil. Se trata de una diócesis latina, sufragánea de la arquidiócesis de São Luís do Maranhão. Desde el 5 de mayo de 2010 su obispo es José Valdeci Santos Mendes.

## Territorio y organización
La diócesis tiene 21 218 km² y extiende su jurisdicción sobre los fieles católicos de rito latino residentes en 16 municipios del estado de Maranhão: Afonso Cunha, Anapurus, Araioses, Barreirinhas, Brejo, Buriti, Chapadinha, Coelho Neto, Duque Bacelar, Magalhães de Almeida, Mata Roma, Santa Quitéria do Maranhão, São Benedito do Rio Preto, São Bernardo, Tutóia y Urbano Santos.
La sede de la diócesis se encuentra en la ciudad de Brejo, en donde se halla la Catedral de la Inmaculada Concepción.
En 2020 en la diócesis existían 18 parroquias. 

## Historia
La diócesis fue erigida el 14 de septiembre de 1971 con la bula Pro apostolico del papa Pablo VI, obteniendo el territorio de la arquidiócesis de São Luís do Maranhão.

## Estadísticas
Según el Anuario Pontificio 2021 la diócesis tenía a fines de 2020 un total de 493 820 fieles bautizados.
| Año                                                                             | Población            | Población | Población      | Sacerdotes | Sacerdotes    | Sacerdotes    | Bautizados por sacerdote | Diáconos permanentes | Religiosos | Religiosos | Parroquias |
| Año                                                                             | Bautizados católicos | Total     | % de católicos | Total      | Clero secular | Clero regular | Bautizados por sacerdote | Diáconos permanentes | Varones    | Mujeres    | Parroquias |
| ------------------------------------------------------------------------------- | -------------------- | --------- | -------------- | ---------- | ------------- | ------------- | ------------------------ | -------------------- | ---------- | ---------- | ---------- |
| 1971                                                                            | 282 597              | 316 110   | 89.4           | 20         | 20            |               | 14 129                   |                      |            |            | 10         |
| 1980                                                                            | 330 000              | 351 000   | 94.0           | 11         | 9             | 2             | 30 000                   |                      | 2          | 24         | 16         |
| 1990                                                                            | 355 000              | 376 000   | 94.4           | 14         | 10            | 4             | 25 357                   |                      | 4          | 20         | 17         |
| 1999                                                                            | 400 000              | 420 000   | 95.2           | 21         | 15            | 6             | 19 047                   |                      | 7          | 23         | 16         |
| 2000                                                                            | 400 000              | 420 000   | 95.2           | 15         | 9             | 6             | 26 666                   |                      | 7          | 20         | 16         |
| 2001                                                                            | 400 000              | 425 000   | 94.1           | 22         | 15            | 7             | 18 181                   |                      | 8          | 22         | 16         |
| 2002                                                                            | 400 000              | 440 000   | 90.9           | 19         | 10            | 9             | 21 052                   |                      | 10         | 17         | 16         |
| 2003                                                                            | 408 000              | 444 000   | 91.9           | 16         | 9             | 7             | 25 500                   |                      | 8          | 18         | 16         |
| 2004                                                                            | 410 000              | 448 000   | 91.5           | 18         | 11            | 7             | 22 777                   |                      | 8          | 18         | 19         |
| 2006                                                                            | 421 000              | 456 000   | 92.3           | 19         | 12            | 7             | 22 157                   |                      | 8          | 15         | 16         |
| 2012                                                                            | 458 000              | 488 000   | 93.9           | 26         | 15            | 11            | 17 615                   |                      | 12         | 16         | 16         |
| 2015                                                                            | 470 000              | 500 000   | 94.0           | 34         | 26            | 8             | 13 823                   |                      | 8          | 17         | 16         |
| 2018                                                                            | 481 665              | 512 250   | 94.0           | 34         | 21            | 13            | 14 166                   |                      | 14         | 22         | 18         |
| 2020                                                                            | 493 820              | 520 260   | 94.9           | 29         | 21            | 8             | 17 028                   | 2                    | 9          | 26         | 18         |
| Fuente: Catholic-Hierarchy, que a su vez toma los datos del Anuario Pontificio. |                      |           |                |            |               |               |                          |                      |            |            |            |

## Episcopologio
- Afonso de Oliveira Lima, S.D.S. † (29 de noviembre de 1971-25 de septiembre de 1991 retirado)
- Valter Carrijo, S.D.S. (25 de septiembre de 1991 por sucesión-5 de mayo de 2010 retirado)
- José Valdeci Santos Mendes, desde el 5 de mayo de 2010